# Edith Kindermann
Edith Kindermann (* 16. Mai 1962 in Halle/Westfalen) ist eine deutsche Rechtsanwältin und Notarin. Sie war von 2019 bis 2025 Präsidentin des Deutschen Anwaltvereins.

## Leben
Kindermann absolvierte die einstufige Juristenausbildung an der Universität Bielefeld von 1981 bis 1988. Von 1988 bis 1992 arbeitete sie als wissenschaftliche Mitarbeiterin am Lehrstuhl für Handelsrecht und Steuerrecht nebst Institut für Anwalts- und Notarrecht der Universität Bielefeld. Am 19. April 2024 wurde ihr von der rechtswissenschaftlichen Fakultät der Universität Bielefeld die Ehrendoktorwürde verliehen. Im April 1992 wurde sie als Rechtsanwältin zugelassen. Sie arbeitete zunächst in Ostwestfalen als Anwältin im Agrarrecht, bevor sie als Einzelanwältin nach Bremen zog und ihre Kanzlei sich auf Familien-, Bau- und Vergaberecht spezialisierte. Seit 1999 ist sie Fachanwältin für Familienrecht und seit 2007 Notarin.

## Positionen
Seit 1998 ist Kindermann Mitglied des Vorstandes des Bremischen Anwaltsvereins. Sie ist seit der 2. Legislaturperiode Mitglied der Satzungsversammlung der Bundesrechtsanwaltskammer sowie Vorstandsmitglied der Juristischen Gesellschaft Bremen. Im DAV ist sie Vorsitzende des Ausschusses RVG- und Gerichtskosten, Vorsitzende der Arbeitsgemeinschaft Allgemeinanwalt sowie Mitglied im Ausschuss Versicherungsrecht. Als Vorstandsmitglied ist sie entsandtes Mitglied in den Geschäftsführenden Ausschüssen der Arbeitsgemeinschaften Agrarrecht und Anwältinnen im DAV. Für eine Internetseite ihrer Kanzlei sieht sie keine Notwendigkeit. Im März 2019 wurde sie als Nachfolgerin von Ulrich Schellenberg zur Präsidentin des Deutschen Anwaltvereins gewählt. Diese Funktion übte sie bis Februar 2025 aus. Zu ihrem Nachfolger wurde Stefan von Raumer gewählt.